# Баттіста Лоренці

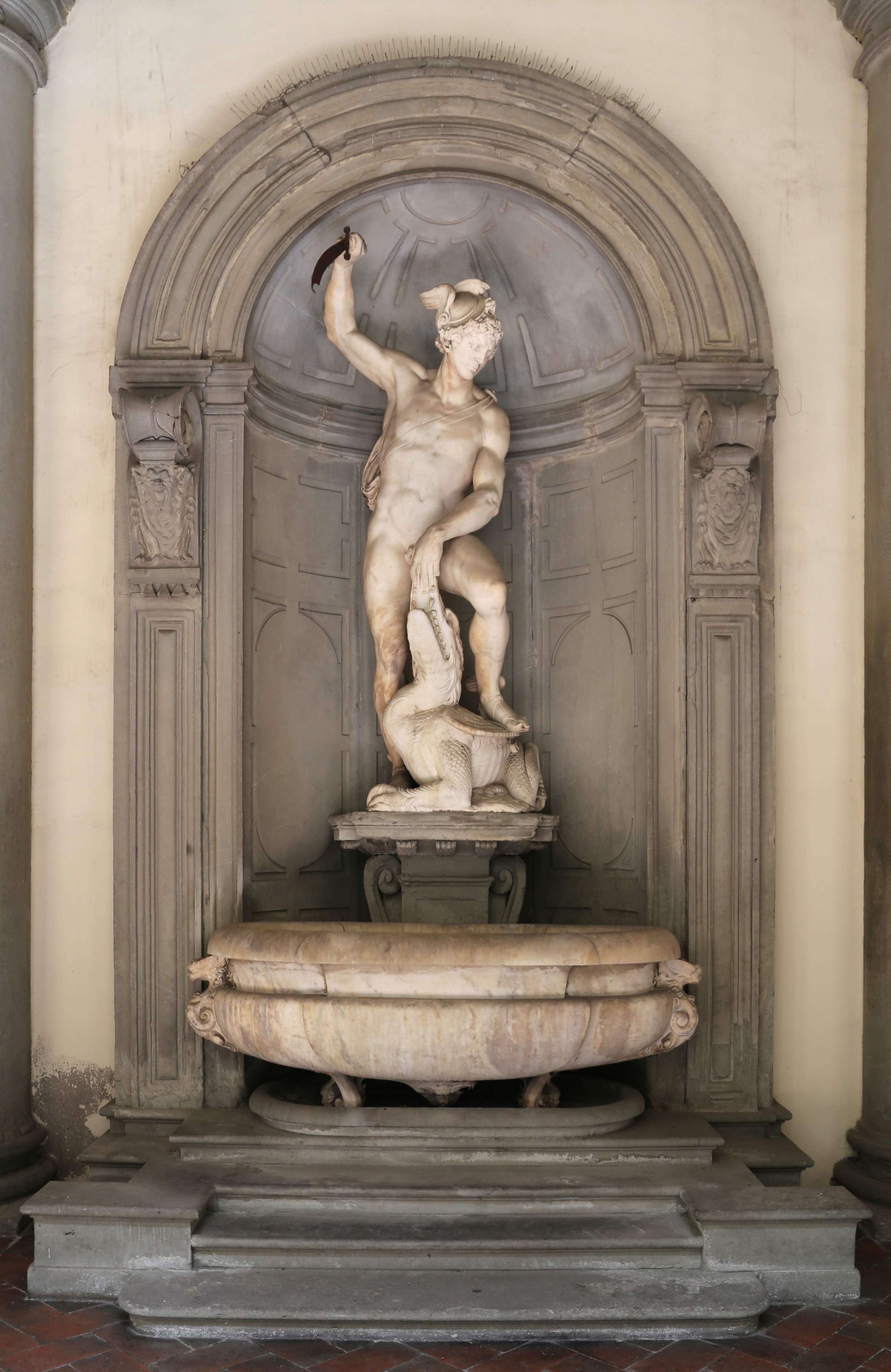
«Персей» (Палац Нонфініто, Флоренція)

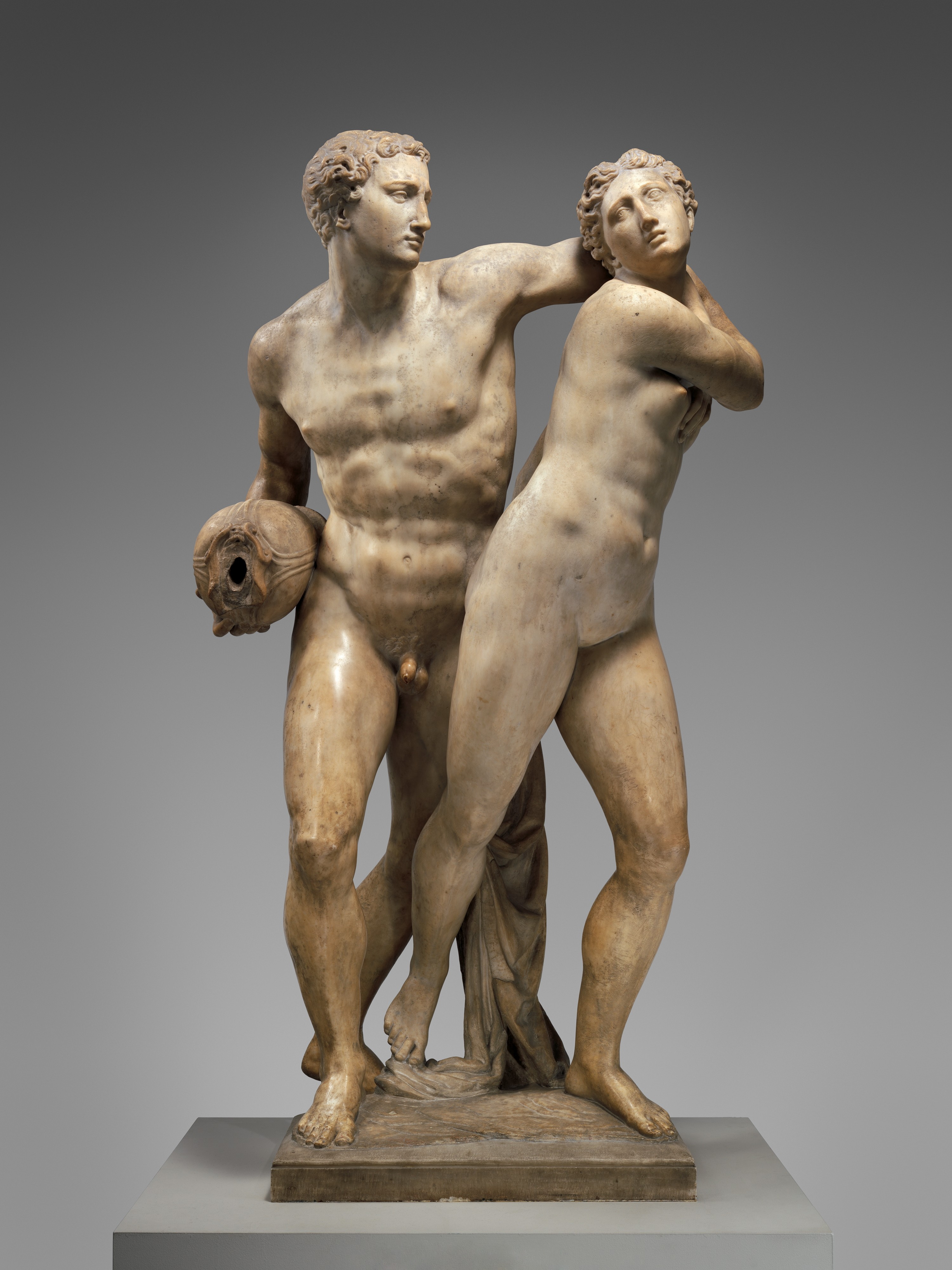
«Алфей та Аретуза» (Музей Метрополітен, Нью-Йорк)

Джованні Баттіста Лоренці (італ. Giovanni Battista Lorenzi; часто відомий лише як Баттіста Лоренці або Баттіста дель Кавальєре (італ. Battista del Cavaliere); близько 1527/1528 року, Сеттіньяно — 8 січня 1594 року, Піза) — італійський скульптор.

## Біографія
Син Доменіко ді П'єро Лоренці (італ. Domenico di Piero Lorenzi), він був троюрідним братом скульпторів Антоніо і Стольдо Лоренці.
Він навчався в майстерні Баччо Бандінеллі приблизно з 1540 року, тому його називали «дель Кавальєр» (італ. del Cavaliere), оскільки його вчитель отримав це звання від Карла V. Йому довелося співпрацювати з ним над деякими творами тих років, такими як «Пам'ятник Джованні далле Банде Нере» і хори Флорентійського собору. Переїхавши до Риму, серед його перших індивідуальних робіт були «Чотири пори року» (італ. Quattro stagioni) для зруйнованої гробниці Папи Павла IV, створені за загальним проектом Вінченцо де Россі.
1563 року він повернувся до Флоренції, де був обраний консулом в Академію мистецтв дизайну, членом якої він був, обіймаючи різні інші посади до самої смерті.
Він брав участь в урочистій церемонії до похорон Мікеланджело (1564), а потім приблизно в 1568 році вирізьбив статуї «Живопис», «Архітектура» (раніше останню приписували Джованні Бандіні) і бюст Буонарроті для гробниці в Санта-Кроче. У 1565 році брав участь у підготовці до весілля Франческо I Медічі та Йоанни Австрійської. Його авторства мав бути фонтан, подарований Козімо I іспанцю, якого сьогодні можна впізнати в «Тритоні» у регіональній галереї Сицилії в Палаццо Абателліс (1569—1571), а також фонтан Ганімеда в саду Боболі (первинно був на віллі Пратоліно, замовлення Ізабелли Медічі).
Він був другом Бенвенуто Челліні, який залишив йому свою майстерню на віа делла Перґола після своєї смерті (1571).
Роботи точно його авторства це — «Алфей та Аретуза» (італ. Alfeo e Arethusa) для вілли дель Бандіно (Метрополітен-музеї, Нью-Йорк) і «Персей» (італ. Perseo) у дворі Палаццо Нонфініто. Для весілля Фердинандо I де Медічі він створив декілька статуй (зокрема Сан-Мініато (італ. San Miniato) та Сант'Антоніно П'єроцці (італ. Sant'Antonino Pierozzi)), які прикрасили тимчасовий фасад Дуомо, зараз розміщені в аттику північної трибуни.
Останнє десятиліття життя провів у Пізі, де успадкував майстерню свого родича Стольдо, який помер у 1583 році. Тут він був архітектором і скульптором Опери дель Дуомо, однак займався більше дизайном скульптурних робіт, ніж їх фактичною реалізацією, довіривши її іншим.
Він помер у будинку, який йому надала Опера дель Дуомо ді Піза, і був похований у церкві Сан-Марко.

## Виноски
1. ↑  Deutsche Nationalbibliothek Record #121090760 // Gemeinsame Normdatei — 2012—2016.
2. 1 2  RKDartists
3. ↑  askArt — 2000.
4. ↑  Archivio AADFI